# أبو زكرياء يحيى الثالث
أبو زكرياء يحيى الثالث هو حفيد السلطان الحفصي أبي عمرو عثمان، بويع على رأس الدولة الحفصية عام 894 هـ/1488 م واستمر إلى عام 895 هـ/1489 م ، وقد واجه المتمردين بشدة, غير أنه قتل في الأخير على يدي ابن عمه عبد المؤمن.

## إشارات مرجعية
1. ↑  روبار برنشفيك، تاريخ إفريقية في العهد الحفصي، تعريب حمادي الساحلي، دار الغرب الإسلامي، بيروت 1988، ص 471 (شجرة أنساب الحفصيين)

| سبقه أبو عمرو عثمان | سلطان حفصي (تونس) 894هـ-895هـ/1488م- 1489م | تبعه أبو محمد عبد المؤمن |